# Macronema fragile
Macronema fragile är en nattsländeart som beskrevs av Banks 1915. Macronema fragile ingår i släktet Macronema och familjen ryssjenattsländor. Inga underarter finns listade i Catalogue of Life.